# (200176) 1999 JR25
(200176) 1999 JR25 es un asteroide perteneciente al cinturón de asteroides, descubierto el 10 de mayo de 1999 por el equipo del Lincoln Near-Earth Asteroid Research desde el Laboratorio Lincoln, Socorro, Nuevo México.

## Designación y nombre
Designado provisionalmente como 1999 JR25.

## Características orbitales
1999 JR25 está situado a una distancia media del Sol de 2,372 ua, pudiendo alejarse hasta 2,872 ua y acercarse hasta 1,872 ua. Su excentricidad es 0,210 y la inclinación orbital 1,519 grados. Emplea 1334,75 días en completar una órbita alrededor del Sol.

## Características físicas
La magnitud absoluta de 1999 JR25 es 16,9.